# Babi Floyd
Babi Floyd (auch Babbi Floyd, eigentlich Bobby Floyd, * 16. Dezember 1953; † 11. Juni 2013) war ein US-amerikanischer Sänger.
Babi Floyd wuchs im Raum Chicago auf und erwarb den Bachelor in Englisch 1976 am Carleton College, bevor er nach New York zog, wo er als Studiomusiker arbeitete. Er wirkte als Backgroundsänger im Laufe seiner Karriere bei Aufnahmen von Patti Austin (Live at the Bottom Line, CTI 1978) und weiteren Produktionen von CTI Records mit, außerdem bei Billy Joels 52nd Street, Nina Simones Baltimore, Esther Phillips’ Capricorn Princess und Autophysiopsychic (1977) von Yusef Lateef/Art Farmer sowie seinem Freund Will Lee. Floyd ist auch bei Aufnahmen von Michael Franks, George Benson, David Matthews, Ralph MacDonald, Irene Cara, Tom Browne, Bob James (Sign of the Times 1981), Lonnie Liston Smith (1984) und Keith Richards (Main Offender, 1992 und Vintage Vinos, 2010) zu hören. Im Bereich der Jazz- und Fusionmusik war er zwischen 1977 und 1984 an 13 Aufnahmesessions beteiligt.
1982 nahm er unter eigenem Namen die Single Bee Bop Doo Bee Beep Bop Bop auf. 